# グラッサム紗亜奈
グラッサム紗亜奈（グラッサム さあな、英: Saana Grassham、2002年6月20日 - ）は、日本のモデル。BONAPRO所属。元ジュネス企画所属。オウサムにプロフィールが登録されている。
父がイギリス人、母が日本人。ふたご座。
弟は同じBONAPROに所属するモデル グラッサム乃亜（グラッサム のあ、英: Noa Grassham、2004年8月21日 - ）。

## 略歴
- 2008年よりBONAPROに所属[3]。
- 2010年10月4日より2011年4月1日まで、テレビ東京の子供向けバラエティ番組、「おはスタ645」にレギュラー出演。

## 人物
- 特技はバレエ、ピアノ、和太鼓、スイミング。

## 出演

### スチール
- 「KATSUTAYA」（結婚式場パンフレット）
- 「Metis」（CDシングルジャケット）

### ファッションショー
- 東京トップキッズコレクション A/W 2009
- 東京トップキッズコレクション A/W 2010

### 雑誌
- 赤すぐ（リクルート）
- 赤すぐキッズ（リクルート）
- SAKURA（小学館）

### テレビ番組
- うるまでが〜まる♯11（テレビ埼玉、2009年）
- おはスタ1部「おはスタ645」（テレビ東京、2010年10月4日-2011年4月1日）

### ラジオ番組
- KISS AND HUG（J-WAVE、2010年2月13日）Junior DJ[4]